# Festung von Mut
Die Festung von Mut (türkisch Mut Kalesi) liegt auf einem Hügel im Zentrum der Stadt Mut, des antiken Klaudiopolis (auch Claudiopolis) in der südtürkischen Provinz Mersin.
Die ursprünglich byzantinische Festung wurde an der Stelle eines prähistorischen Siedlungsplatzes erbaut. Sie wurde 1225 zusammen mit Ermenek, Gülnar und Silifke von den Karamaniden erobert und später umgebaut.

## Beschreibung

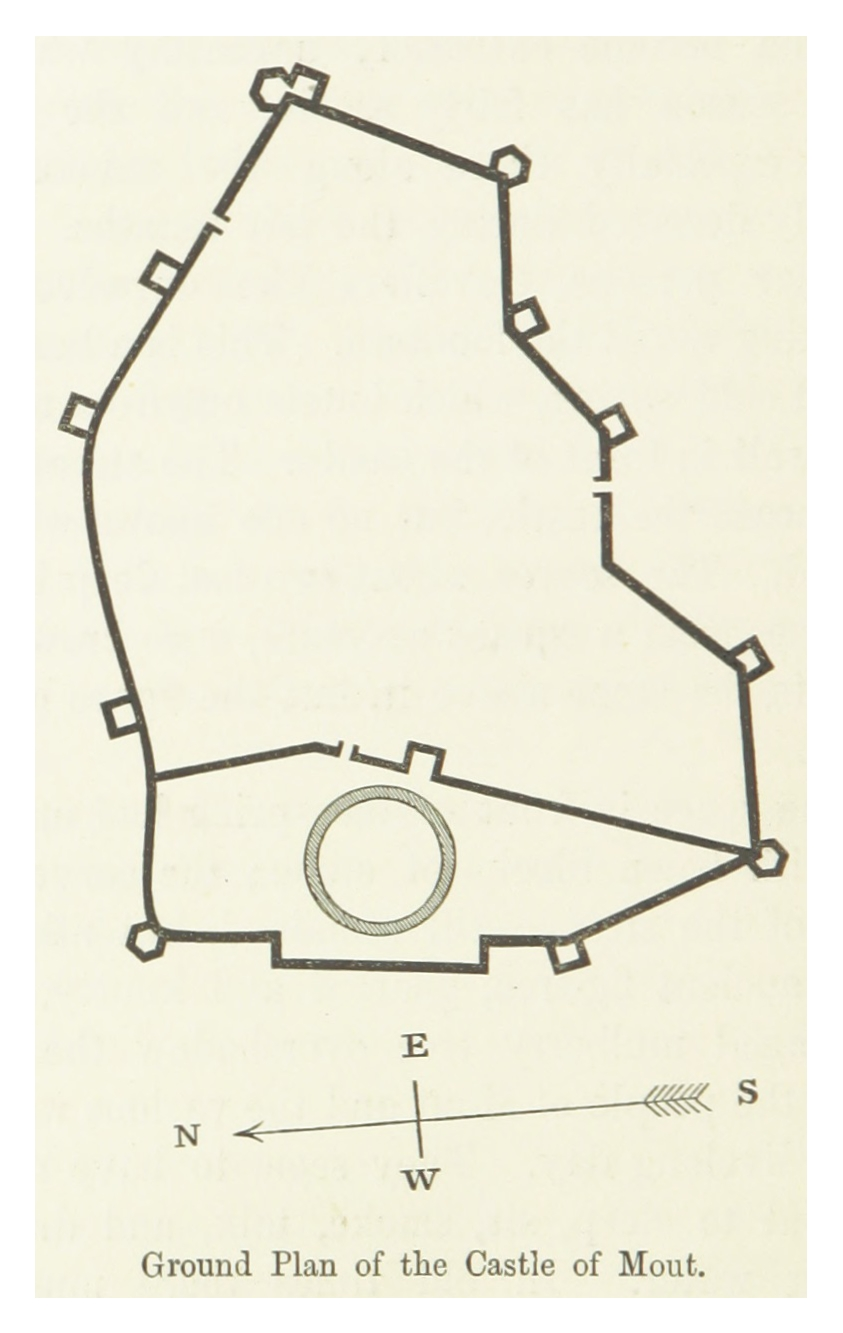
Lageplan der Festung (bei Davis, 1879)

Die Festung besetzt die höchste Stelle der Stadt und liegt etwa 200 Meter südlich der Durchgangsstraße D-715 von Karaman nach Silifke. Sie besteht aus zwei Höfen. Die umlaufenden Mauern, zum Teil aus römischen Spolienquadern errichtet, folgen der Geländebeschaffenheit. Sie sind in unregelmäßigen Abständen unterbrochen von Bastionen, die zum größten Teil rechteckig, aber auch sechseckig oder rund sind. Die Nordwestseite der Umfassung führt an einem Felsabbruch zum Tal des Flusses Mut Çayı entlang. Zwei Tore führen in den größeren, tiefer liegenden Osthof, der vermutlich als Wohnquartier vorgesehen war, eins in den Westhof. In diesem befindet sich am höchsten Punkt ein freistehender, dreigeschossiger Donjon, der von den Karamaniden erbaut wurde. Eines der östlichen Tore trägt eine karamanidische Bauinschrift. Die beiden Tore des Osthofes wurden in osmanischer Zeit als Portale ausgebaut. Die Trennmauer der beiden Höfe ist heute größtenteils zerstört, die Außenmauern und der Turm sind teilrestauriert.